# Marcos Cals
Marcos César Cals de Oliveira (Recife, 11 de janeiro de 1964) é um sociólogo e político brasileiro.

## Biografia
De tradicional família de políticos cearenses, é filho do ex-ministro de Minas e Energia, César Cals de Oliveira Filho, que também foi governador do Estado do Ceará e Senador da República, e irmão mais novo do também político César Cals Neto, que já foi prefeito de Fortaleza. É formado em sociologia pela Universidade de Fortaleza (UNIFOR). 
Atualmente, é secretário Executivo de Habitação do Ceará.

## Carreira política
Marcos Cals entrou na política aos 19 anos, influenciado pelo pai, o ex-governador do Ceará César Cals.
Em 1986, com apenas 22 anos, conquistou a primeira vitória nas urnas pelo extinto Partido Democrático Social (PDS), sendo eleito o mais novo deputado estadual da história do País. Exerceu seis mandatos na Assembleia Legislativa do Ceará, e foi filiado ao Partido da Social Democracia Brasileira (PSDB), desde 1997.
Ocupou por duas vezes o cargo de primeiro-secretário da Assembleia, e posteriormente, foi eleito Presidente para o biênio 2003/2004, sendo reconduzido, por unanimidade de votos, para o biênio 2005/2006. Em sua gestão foi instalada a TV Assembléia, sendo o primeiro canal de televisão com transmissão aberta do Poder Legislativo do Brasil. Outra conquista alcançada no âmbito legislativo foi a concessão da FM Assembléia junto ao Congresso Nacional. Com uma equipe de profissionais especializados, deixou a emissora preparada para a instalação, munida com equipamentos de última geração.
Em 2007, assumiu a Secretaria da Justiça e Cidadania do Estado do Ceará, a convite do então governador Cid Gomes, permanecendo naquela pasta até março de 2010.
Em 2010, candidatou-se a Governador do Ceará, obtendo 775.852 votos, equivalente a 19,51% dos votos válidos, garantindo o segundo lugar na disputa. Apesar do resultado satisfatório, ficando à frente do ex-governador Lúcio Alcântara, a eleição não teve segundo turno.
Em 2012, foi candidato à Prefeitura de Fortaleza com apoio apenas do seu partido não coligado, porém obteve apenas 30.457 votos, equivalente a 2,54% dos votos válidos, ficando em 6º lugar entre os 10 candidatos. Entretanto, mesmo sem ocupar cargos públicos, conseguiu mais votos que o senador Inácio Arruda (PCdoB).
Em 2013, saiu do PSDB e filiou-se ao recém criado Solidariedade (SD), partido comandado em nível estadual pelo deputado federal Genecias Noronha. Marcos Cals pretendia concorrer um mandato de deputado estadual na eleição de 2014, mas acabou desistindo. Atualmente, é o presidente municipal do SD em Fortaleza.
Em 2016, foi nomeado superintendente do INCRA no Ceará.